# 宮川壽夫
宮川 壽夫（みやがわ ひさお、1963年 - ）は、日本の経営学者。専門はコーポレートファイナンス理論の実証研究。大阪公立大学大学院経営学研究科教授、昭和女子大学グローバルビジネス学部客員教授。博士課程の指導教員は伊藤彰敏。

## 経歴
1985年に大学を卒業後、野村證券株式会社に入社し、営業職としてキャリアを開始した。その後、海外留学を経て投資銀行部門に配属され、上場企業の資金調達やM&A業務に従事した。40歳のときに米国トムソン・ファイナンシャルに転職し、シニアディレクターとして7年間にわたりコンサルティング部門を率いた。
2005年、資本市場に対する研究的関心から筑波大学大学院ビジネス科学研究科に進学し、博士（経営学）を取得。博士課程在学中の2007年には野村證券に復帰し、IBビジネスコンサルティング部エグゼクティブディレクターを務めた。
2010年に大阪市立大学大学院経営学研究科（現・大阪公立大学）に専任講師として着任し、2011年に准教授、2013年に教授に昇任。2015年にはワシントン大学にて客員研究員を務めた。

## 人物
著書『ファイナンスの思考法』で、周囲の状況をみることから考え始める発想を「セール（帆）を張る」、根本的なところから考え始める発想を「オール（櫂）を握る」と定義し、両方の発想が重要であるも、セールを張ることだけでものごとが済んでいる時代に、オールを張ることが重要性を説き、ビジネスの世界に「科学的な思考（因果関係）」を導入できればと考えている。
教育の歴史にも興味があり、著書でフンボルトの教育理念を紹介している。

## 専門分野と研究テーマ
企業価値と利益配分、コーポレートガバナンス、資本コスト、株主構成、株主優待、ESG投資とソーシャルキャピタル、ファミリー企業など多岐にわたる。近年では、ROEやPBRを含む企業財務指標の評価や、株主優待の市場インパクトなどにも注力している。

## 所属学会
日本IR学会 、日本経営財務研究学会 、日本ファイナンス学会 

## 著書
- 『ファイナンス学者の思考法 どこまで理屈で仕事ができるか？』（ダイヤモンド社、2025年）
- 『新解釈コーポレートファイナンス理論〜「企業価値を拡大すべき」って本当ですか？』（ダイヤモンド社、2022年）
- 『企業価値の神秘〜コーポレートファイナンス理論の思考回路』（中央経済社、2016年）
- 『配当政策とコーポレートガバナンス〜株主所有権の限界』（中央経済社、2013年）

## 主な論文
- 「長期データから見る日本企業の資本効率と株主価値との関係」『資本市場』第456号、2023年
- ‘How do firms attract the attention of individual investors? Shareholder perks and financial visibility’, Journal of Behavioral and Experimental Finance, 2021
- 「ソーシャルキャピタル論から見たESG投資の効果」『資本市場』第403号、2019年
- 「株主優待が株価にもたらす独自効果」『証券アナリストジャーナル』第55巻 第10号、2017年

## 社会的活動
メディア寄稿や新聞・雑誌での論考も多く、『ダイヤモンド・オンライン』『日経金融新聞』『朝日新聞』『日本経済新聞』などに数多くの寄稿歴がある。特に「なぜコーポレートファイナンスを学ぶのか？」シリーズ（ダイヤモンド・オンライン、2023年）は幅広い読者から注目を集めた。